# Atletiek op de Olympische Zomerspelen 2020 – 5000 meter mannen
De 5000 meter voor mannen  op de Olympische Zomerspelen 2020 vond plaats op dinsdag 3 en vrijdag 6 augustus 2021 in het Olympisch Stadion.  

## Records
Voorafgaand aan het toernooi waren dit het wereldrecord en het olympisch record.
| Wereldrecord     | Joshua Cheptegei | 12.35,36 | Monaco | 14 augustus 2020 |
| Olympisch record | Kenenisa Bekele  | 12.57,82 | Peking | 23 augustus 2008 |

## Resultaten

### Series
De eerste vijf van elke serie kwalificeerden zich direct voor de finale (Q), Van de overgebleven atleten kwalificeerden de vijf tijdsnelsten zich ook voor de finale (q),

#### Serie 1
| Rang | Atleet                   | Landality | Tijd     | Bijz. |
| ---- | ------------------------ | --------- | -------- | ----- |
| 1    | Nicholas Kipkorir Kimeli | KEN       | 13.38,87 | Q     |
| 2    | Mohammed Ahmed           | CAN       | 13.38,96 | Q     |
| 3    | Woody Kincaid            | USA       | 13.39,04 | Q     |
| 4    | Oscar Chelimo            | UGA       | 13.39,07 | Q     |
| 5    | Birhanu Balew            | BRN       | 13.39,42 | Q     |
| 6    | Marc Scott               | GBR       | 13.39,61 |       |
| 7    | Hugo Hay                 | FRA       | 13.39,95 |       |
| 8    | David McNeill            | AUS       | 13.39,97 |       |
| 9    | Getnet Wale              | ETH       | 13.41,13 |       |
| 10   | Daniel Ebenyo            | KEN       | 13.41,64 |       |
| 11   | Jonas Raess              | SUI       | 13.43,52 |       |
| 12   | Soufiyan Bouqantar       | MAR       | 13.43,97 |       |
| 13   | Lucas Bruchet            | CAN       | 13.44,08 |       |
| 14   | Nibret Melak             | ETH       | 13.45,81 |       |
| 15   | Yemaneberhan Crippa      | ITA       | 13.47,12 |       |
| 16   | Robin Hendrix            | BEL       | 13.58,37 |       |
| 17   | Yuta Bando               | JPN       | 14.05,80 |       |
| 18   | Nursultan Keneshbekov    | KGZ       | 14.07,79 |       |
| 19   | Abidine Abidine          | MTN       | 14.54,80 | PB    |
|      | Mike Foppen              | NED       | DNF      |       |

#### Serie 2
| Rang | Atleet                        | Landality | Tijd     | Bijz.  |
| ---- | ----------------------------- | --------- | -------- | ------ |
| 1    | Mohamed Katir                 | ESP       | 13.30,10 | Q      |
| 2    | Paul Chelimo                  | USA       | 13.30,15 | Q      |
| 3    | Justyn Knight                 | CAN       | 13.30,22 | Q      |
| 4    | Jacob Kiplimo                 | UGA       | 13.30,40 | Q      |
| 5    | Joshua Cheptegei              | UGA       | 13.30,61 | Q      |
| 6    | Milkesa Mengesha              | ETH       | 13.31,13 | q      |
| 7    | Andrew Butchart               | GBR       | 13.31,23 | q      |
| 8    | Grant Fisher                  | USA       | 13.31,80 | q      |
| 9    | Jimmy Gressier                | FRA       | 13.33,47 | q      |
| 10   | Luis Grijalva                 | GUA       | 13.34,11 | q      |
| 11   | Morgan McDonald               | AUS       | 13.37,36 |        |
| 12   | Narve Gilje Nordås            | NOR       | 13.41,82 |        |
| 13   | Jamal Abdelmaji Eisa Mohammed | EOR       | 13.42,98 | PB     |
| 14   | Dawit Fikadu                  | BRN       | 13.44,03 | SB, qR |
| 15   | Lesiba Mashele                | RSA       | 13.48,25 |        |
| 16   | Mohamed Mohumed               | GER       | 13.50,46 |        |
| 17   | Isaac Kimeli                  | BEL       | 13.57,36 |        |
| 18   | Hiroki Matsueda               | JPN       | 14.15,54 |        |
|      | Samwel Masai                  | KEN       |          | DNS    |
|      | Patrick Tiernan               | AUS       |          | DNS    |

### Finale
| Rang   | Atleet                   | Land | Tijd     | Bijz. |
| ------ | ------------------------ | ---- | -------- | ----- |
| Goud   | Joshua Cheptegei         | UGA  | 12.58,15 |       |
| Zilver | Mohammed Ahmed           | CAN  | 12.58,61 |       |
| Brons  | Paul Chelimo             | USA  | 12.59,05 | SB    |
| 4      | Nicholas Kipkorir Kimeli | KEN  | 12.59,17 | SB    |
| 5      | Jacob Kiplimo            | UGA  | 13.02,40 |       |
| 6      | Birhanu Balew            | BRN  | 13.03,20 |       |
| 7      | Justyn Knight            | CAN  | 13.04,38 |       |
| 8      | Mohamed Katir            | ESP  | 13.06,60 |       |
| 9      | Grant Fisher             | USA  | 13.08,40 |       |
| 10     | Milkesa Mengesha         | ETH  | 13.08,50 |       |
| 11     | Andrew Butchart          | GBR  | 13.09,97 | SB    |
| 12     | Luis Grijalva            | GUA  | 13.10,09 | NR    |
| 13     | Jimmy Gressier           | FRA  | 13.11,33 |       |
| 14     | Woody Kincaid            | USA  | 13.17,20 | SB    |
| 15     | Dawit Fikadu             | BRN  | 13.20,24 | SB    |
| 16     | Oscar Chelimo            | UGA  | 13.44,45 |       |

1912: Hannes Kolehmainen ·
1920: Joseph Guillemot ·
1924: Paavo Nurmi ·
1928: Ville Ritola ·
1932: Lauri Lehtinen ·
1936: Gunnar Höckert ·
1948: Gaston Reiff ·
1952: Emil Zátopek ·
1956: Vladimir Koets ·
1960: Murray Halberg ·
1964: Bob Schul ·
1968: Mohammed Gammoudi ·
1972: Lasse Virén ·
1976: Lasse Virén ·
1980: Miruts Yifter ·
1984: Saïd Aouita ·
1988: John Ngugi ·
1992: Dieter Baumann ·
1996: Vénuste Niyongabo ·
2000: Millon Wolde ·
2004: Hicham El Guerrouj ·
2008: Kenenisa Bekele ·
2012: Mo Farah ·
2016: Mo Farah ·
2020: Joshua Cheptegei ·
2024: Jakob Ingebrigtsen